# Svenja Engelhardt
Svenja Engelhardt (* 20. April 1988 in Heidelberg) ist eine deutsche Volleyball- und Beachvolleyballspielerin.

## Karriere
Svenja Engelhardt spielte Hallenvolleyball in ihrer Heimat beim Juniorinnenteam des VCO Rhein-Neckar und ab 2005 in der zweiten Bundesliga beim SV Sinsheim. Parallel dazu spielte sie auch Beachvolleyball und gewann an der Seite von Britta Büthe die Bronzemedaille bei der U19-Weltmeisterschaft 2006 in Bermuda. Nach ihrem Abitur 2007 studierte Engelhardt an der „University of the Pacific“ in Stockton (Kalifornien), wo sie bei den Pacific Tigers sehr erfolgreich spielte und 2011 zum MVP der amerikanischen College-Serie gewählt wurde. Danach kehrte sie zurück nach Europa und wurde 2012 mit dem SVS Post Schwechat österreichischer Meister. Anschließend wechselte Engelhardt in die deutsche Bundesliga zu Allianz MTV Stuttgart. 2013 hatte sie ihre ersten Einsätze in der A-Nationalmannschaft. Die gebürtige Heidelbergerin schlägt in der Saison 2014/15 im Team des VC Offenburg auf.